# Kraasa
Kraasa ist ein Ortsteil der Gemeinde Starkenberg im Landkreis Altenburger Land in Thüringen.

## Lage
Kraasa liegt im Tal des Gerstenbachs einen Kilometer südlich von Starkenberg und 13 Kilometer westlich von Altenburg im Lösshügelland dieser Umgegend. Die geographische Höhe des Ortes beträgt 240 m ü. NN. Verkehrsmäßig ist der Ortsteil über die Bundesstraßen 7 und 180 gut zu erreichen. Westlich des Orts befindet sich die Landesgrenze zu Sachsen-Anhalt.

## Geschichte
Zwischen 1181 und 1224 kann die urkundliche Ersterwähnung des Ortsteils im Zehntverzeichnis des Klosters Bosau eingeordnet werden. Kraasa ist ein sorbischer Name und bedeutet Schönheit.
Wie seine Nachbarorte Dobraschütz und Oberkossa lag Kraasa an der Westgrenze des wettinischen Amts Altenburg, welches ab dem 16. Jahrhundert aufgrund mehrerer Teilungen im Lauf seines Bestehens unter der Hoheit folgender Ernestinischer Herzogtümer stand: Herzogtum Sachsen (1554 bis 1572), Herzogtum Sachsen-Weimar (1572 bis 1603), Herzogtum Sachsen-Altenburg (1603 bis 1672), Herzogtum Sachsen-Gotha-Altenburg (1672 bis 1826). Bei der Neuordnung der Ernestinischen Herzogtümer im Jahr 1826 kam der Ort wiederum zum Herzogtum Sachsen-Altenburg.
Nach der Verwaltungsreform im Herzogtum gehörte Kraasa bezüglich der Verwaltung zum Ostkreis (bis 1900) bzw. zum Landratsamt Altenburg (ab 1900). Juristisch war ab 1879 das Amtsgericht Altenburg und seit 1906 das Amtsgericht Meuselwitz für den Ort zuständig. Das Dorf gehörte ab 1918 zum Freistaat Sachsen-Altenburg, der 1920 im Land Thüringen aufging. 1922 kam es zum Landkreis Altenburg.
Am 1. Juli 1950 wurden die Nachbarorte Dobraschütz und Oberkossa nach Kraasa eingemeindet. Bei der zweiten Kreisreform in der DDR wurden 1952 die bestehenden Länder aufgelöst und die Landkreise neu zugeschnitten. Somit kam die Gemeinde Kraasa mit dem Kreis Altenburg an den Bezirk Leipzig; jener gehörte seit 1990 als Landkreis Altenburg zu Thüringen und ging 1994 im Landkreis Altenburger Land auf. Am 1. Januar 1957 wurde die Gemeinde Kraasa mit ihren beiden Ortsteilen in die aus dem Kreis Schmölln (Bezirk Leipzig) in den Kreis Altenburg umgegliederte Gemeinde Naundorf eingegliedert. Mit der Eingliederung der Gemeinde Naundorf in die Gemeinde Starkenberg wurde Kraasa am 1. Dezember 2008 ein Ortsteil der Gemeinde Starkenberg.

## Wirtschaft
Sandtagebaumulden im Umkreis weisen auf die Vergangenheit hin. In der Sandgrube „Kayna“ auf Kraasaer Flur bauen die „Starkenberger Quarzsandwerke“ bis heute Sand ab. Im landwirtschaftlich geprägten Ort siedelten sich neue Firmen (beispielsweise ein Stahlhandel) und Gewerbe an. 2012 lebten im Ortsteil 97 Personen.

## Verkehr
Die Schienenanbindung der Sandgrube Kayna in den 1970er Jahren diente dem Abtransport einer großen Anzahl von Sand, den die SDAG Wismut zum Abbau der Uran-Lagerstätten in Ostthüringen im Versatzabbau benötigte. Dadurch wurde die 1974 abgebaute Bahnstrecke Meuselwitz–Ronneburg ab Großenstein bis zum Kilometer 9,75 als Werksbahn neu errichtet ein etwa 2 km langer Neubau bis zur Sandgrube Kayna errichtet. Der neu errichtete Güterbahnhof Kayna/Sandgrube in Kraasa wurde am 1. Februar 1978 eröffnet. Er ist nicht zu verwechseln mit den Stationen Kayna und Kaynaer Quarzwerke der zwischen 1901 und 1970 betriebenen schmalspurigen Bahnstrecke Gera-Pforten–Wuitz-Mumsdorf, welche sich auf der Flur von Kayna jenseits der damaligen Bezirksgrenze Gera–Halle bzw. heutigen Landesgrenze Thüringen–Sachsen-Anhalt befanden. Die Betriebsführung einschließlich der technischen Betreuung der Bahnanlagen übernahm die Wismut-Werkbahn, die auch die Fahrdienstleiter komplett stellte. Seit dem 1. März 2014 liegt die Betriebsführung für die Gesamtstrecke bei den Starkenberger Baustoffwerken.

## Söhne und Töchter der Gemeinde
- Oswald Kresse (1858–1928), Maler und Grafiker